# シャーロット・オブ・メクレンバーグ＝ストレリッツ
ソフィア・シャーロット・オブ・メクレンバーグ＝ストレリッツ（Sophia Charlotte of Mecklenburg-Strelitz, 1744年5月19日 - 1818年11月17日）は、イギリス国王ジョージ3世の王妃。
メクレンブルク＝シュトレーリッツ公子カール・ルートヴィヒの末娘で、ドイツ語名はゾフィー・シャルロッテ・ツー・メクレンブルク＝シュトレーリッツ（Sophie Charlotte zu Mecklenburg-Strelitz）。
兄にメクレンブルク＝シュトレーリッツ公（のち大公）アドルフ・フリードリヒ4世、カール2世がいる。

## 生涯

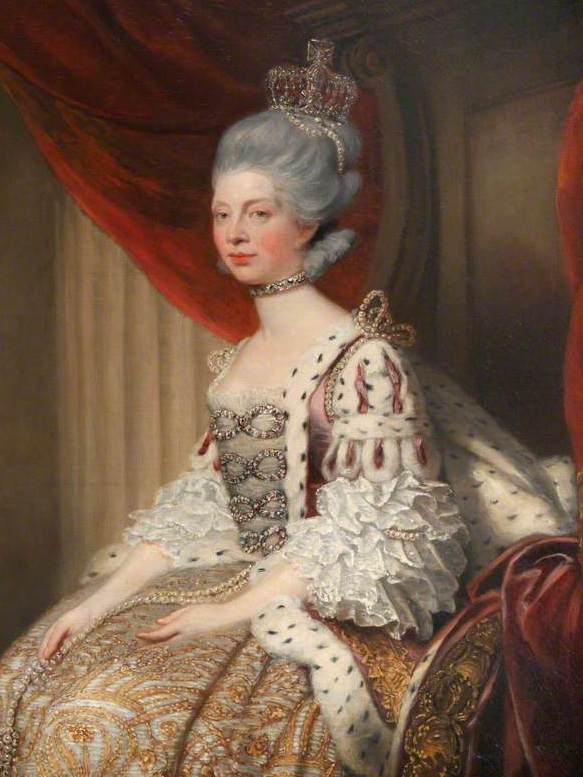
シャーロット王妃の肖像画（1779年、ジョシュア・レノルズ画）

ジョージ3世は母后オーガスタと首相ビュート伯から王妃選びで度重なる干渉を受けていたが、これを嫌った王は独自に侍従武官グレアム大佐をドイツへ派遣し、王妃にふさわしい女性を見つけてくるよう命じた。グレアム大佐が推薦したのが、当時17歳の公女シャルロッテであった。
1761年9月8日に挙式、その14日後の9月22日に戴冠式を行った。ジョージ3世は王妃とともに戴冠するつもりで、即位後1年あまりも戴冠式を延期していたという。
王との家庭生活は円満で、ジョージ4世、ヨーク公フレデリック、ウィリアム4世、ケント公エドワード（ヴィクトリア女王の父）、ハノーファー王エルンスト・アウグストら9男6女の母となり、夫の女性関係では苦労することも全くなかった。政治に口を出すことなく、宮廷行事でも出しゃばることがなかった。しかし、子供たちの不品行には夫とともに心の安まる時がなかった。たびたび精神異常を引き起こした夫を献身的に介護し、ロンドンを出てウィンザー城で共に暮らした。
ヨハン・クリスティアン・バッハ（有名な大バッハの息子の一人）、モーツァルトの後援者であったことが知られている。また、ロンドンのキューガーデンの設立にも協力したほど植物を愛していた。キューガーデン内にあるクイーン・シャーロット・コテージはシャーロットの名前を冠したコテージで、王妃はここで夫や家族と過ごしていた。このほか、ウェッジウッドの陶磁器を購入し、「クイーンズウェア」の称号を許可している。
1818年11月17日に死去、74歳没。ウィンザー城内のセント・ジョージズ・チャペルに埋葬された。

## 子女
- ジョージ4世（1762年 - 1830年）　イギリス王、ハノーファー王
- フレデリック（1763年 - 1827年）　ヨーク・オールバニ公
- ウィリアム4世（1765年 - 1837年）　イギリス王、ハノーファー王
- シャーロット（1766年 - 1828年）　ヴュルテンベルク王フリードリヒ1世の2度目の妃
- エドワード（1767年 - 1820年）　ケント・ストラサーン公、ヴィクトリア女王の父。
- オーガスタ（1768年 - 1840年）
- エリザベス（1770年 - 1840年）　ヘッセン＝ホンブルク方伯フリードリヒ6世妃
- アーネスト（1771年 - 1851年）　ハノーファー王、カンバーランド公
- オーガスタス（1773年 - 1843年）　サセックス公
- アドルファス（1774年 - 1850年）　ケンブリッジ公
- メアリー（1776年 - 1857年）　グロスター公妃
- ソフィア（1777年 - 1848年）
- オクタヴィアス（1779年 - 1783年）
- アルフレッド（1780年 - 1782年）
- アミーリア（1783年 - 1810年）

## 血筋
ワシントン・ポストの報道によると、アメリカ合衆国の個人歴史家であるマリオ・デ・バルデス・イ・ココム（Mario de Valdes y Cocom）が「シャーロットが黒人の血を引いていた」と主張している。『ボストン・グローブ』によると、バッキンガム宮殿のスポークスパーソンであるデイヴィッド・バック（David Buck）は「これは何年も噂されたことです。もう歴史的な話であり、率直に申し上げますと、そんなことよりはるかに重要なことを話すべきでしょう。」と返答している。
大衆の間では有名な説であるものの、歴史学界ではすでに否定されている。バルデスの主張はシャーロットの孫の医者であるクリスティアン・フリードリヒ・フォン・シュトックマー（1816年に渡英）による描写を根拠としているが、シュトックマー以外でシャーロットの存命中にアフリカ人と似た見た目や黒人の血を引いていると主張されたことはない。アラン・ラムゼーによる肖像画も主張の根拠とされたが、同じような肖像画は同時代に多数存在し、肖像画も一般的には見た目の証拠として扱うべきではない。このほか、バルデスの主張における黒人の先祖は13世紀のマドラガーナ（ポルトガル王アフォンソ3世の妾）であるが、中世における「ムーア」（Moor）は種族ではなく宗教による分類であり、宗教においてもイスラム教徒ではなくモサラベ（キリスト教徒）である可能性が高い。遺伝学においても15代前の先祖では影響が限りなく薄いといえる。
歴史学者のアンドルー・ロバーツは黒人の血を引く主張を「まったくばかげている」（utter rubbish）と評し、文化卑屈の要素を含む主張であるため歴史学者があまり表立って評論していないだけだと述べている。

## 登場する作品

### テレビドラマ
- 『ブリジャートン家』（2020年12月25日 - 、アメリカ合衆国、Netflix配信、原作：ジュリア・クイン）- 演：ゴルダ・ロシューベル
- 『クイーン・シャーロット 〜ブリジャートン家外伝〜』（2023年、アメリカ合衆国、Netflix配信、『ブリジャートン家』のシャーロット王妃を主役とするプリークェル）